# Touville (Francia)
Touville era una comuna francesa situada en el departamento de Eure, de la región de Normandía, que el uno de enero de 2018 pasó a ser una comuna delegada de la comuna nueva de Thénouville al fusionarse con las comunas de Bosc-Renoult-en-Roumois y Theillement.

## Demografía
| Gráfica de evolución demográfica de Touville entre 1800 y 2014 |
|                                                                |

Los datos demográficos contemplados en este gráfico de la comuna de Touville se han cogido de 1800 a 1999 de la página francesa EHESS/Cassini, y los demás datos de la página del INSEE.